# Ströhen (Wagenfeld)
Ströhen ist ein Ortsteil der Gemeinde Wagenfeld im niedersächsischen Landkreis Diepholz. Zur Absetzung vom benachbarten Preußisch Ströhen (Kreis Minden-Lübbecke in Nordrhein-Westfalen) wird er auch Hannoversch Ströhen bzw. Hannover Ströhen genannt.

## Geografie

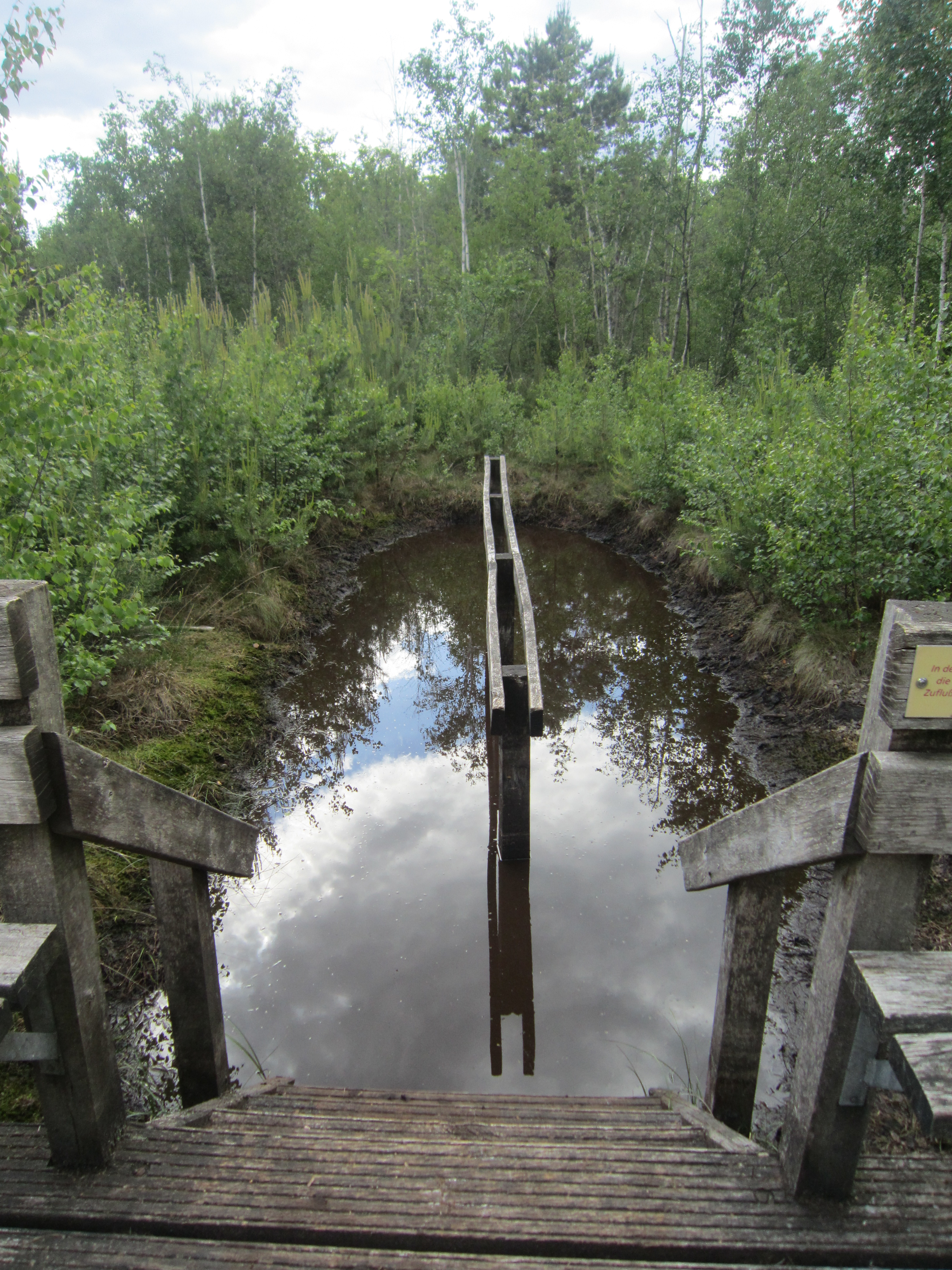
„Moormatschbecken“ am „Moorpad“ bei der Endstation der Moorbahn

Ströhen liegt im Zentrum der Diepholzer Moorniederung, acht Kilometer östlich vom Kernort Wagenfeld; die Landesgrenze zu Nordrhein-Westfalen verläuft südlich in 1,5 km Entfernung.
Durch Ströhen fließt in nördlicher Richtung die Große Aue, ein 84,5 km langer, südwestlicher bzw. linker Nebenfluss der Weser.
Ströhen ist Kreuzungspunkt der drei Landesstraßen L 343, L 347 und L 349.

## Geschichte
Am 1. März 1974 wurde die bis dahin selbstständige Gemeinde in die Nachbargemeinde Wagenfeld eingegliedert.

## Infrastruktur/Grundbedarf
Der Bahnhof Ströhen (Han) lag an der Bahnstrecke Bünde–Bassum, welche in diesem Bereich inzwischen stillgelegt ist.
In Ströhen befindet sich eine Grundschule und ein vom DRK geführter Kindergarten. Die Sparkasse betreibt eine Filiale im Ort. Die Freiwillige Feuerwehr Ströhen sorgt für den Brandschutz und die allgemeine Hilfe und führt eine Jugendfeuerwehr. Zwei Tierärzte und ein Zahnarzt haben ihre Praxen in Ströhen. Eine evangelische Kirche befindet sich im Ortskern.

## Wirtschaft

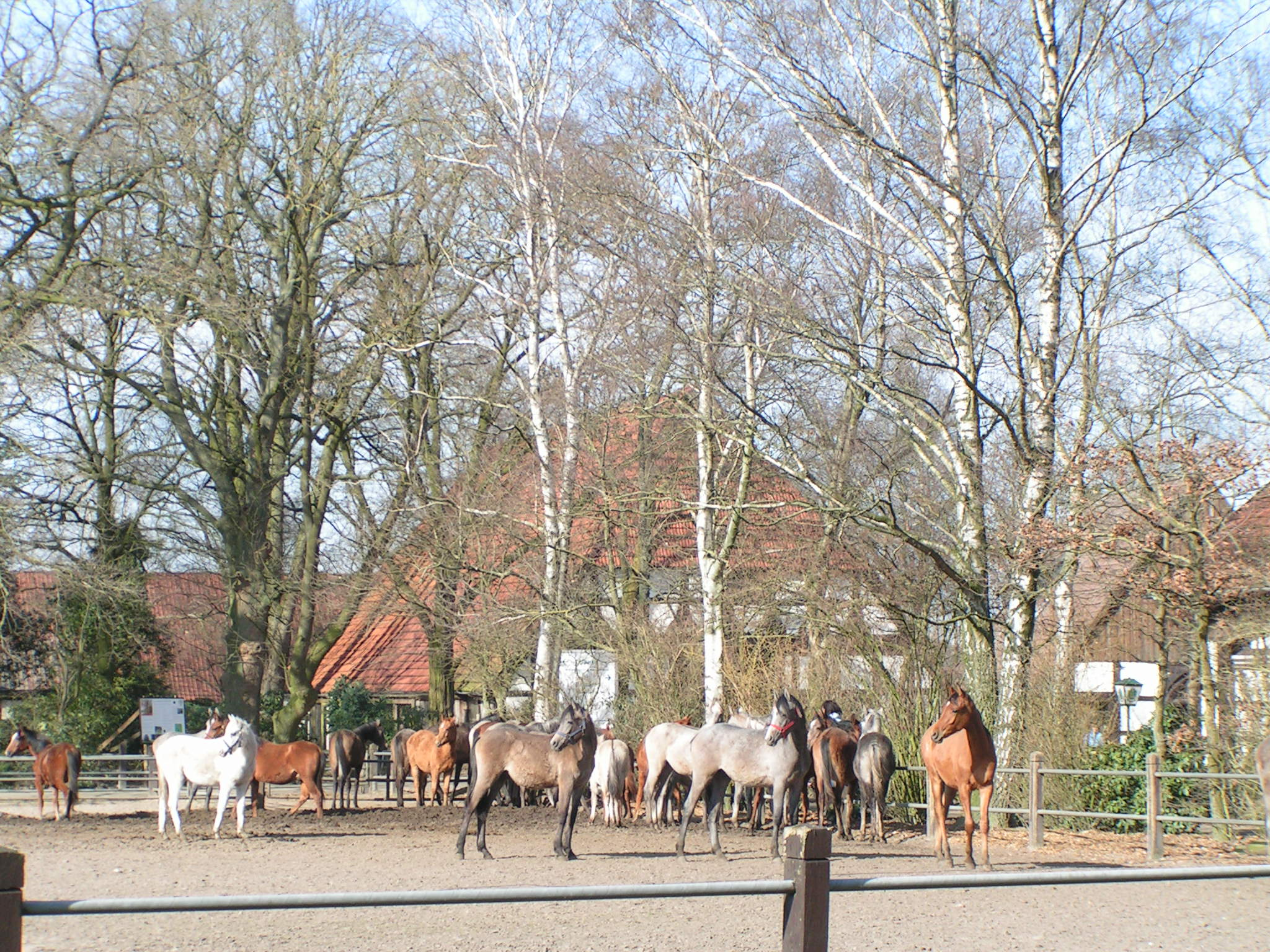
Araberpferde im Tierpark Ströhen

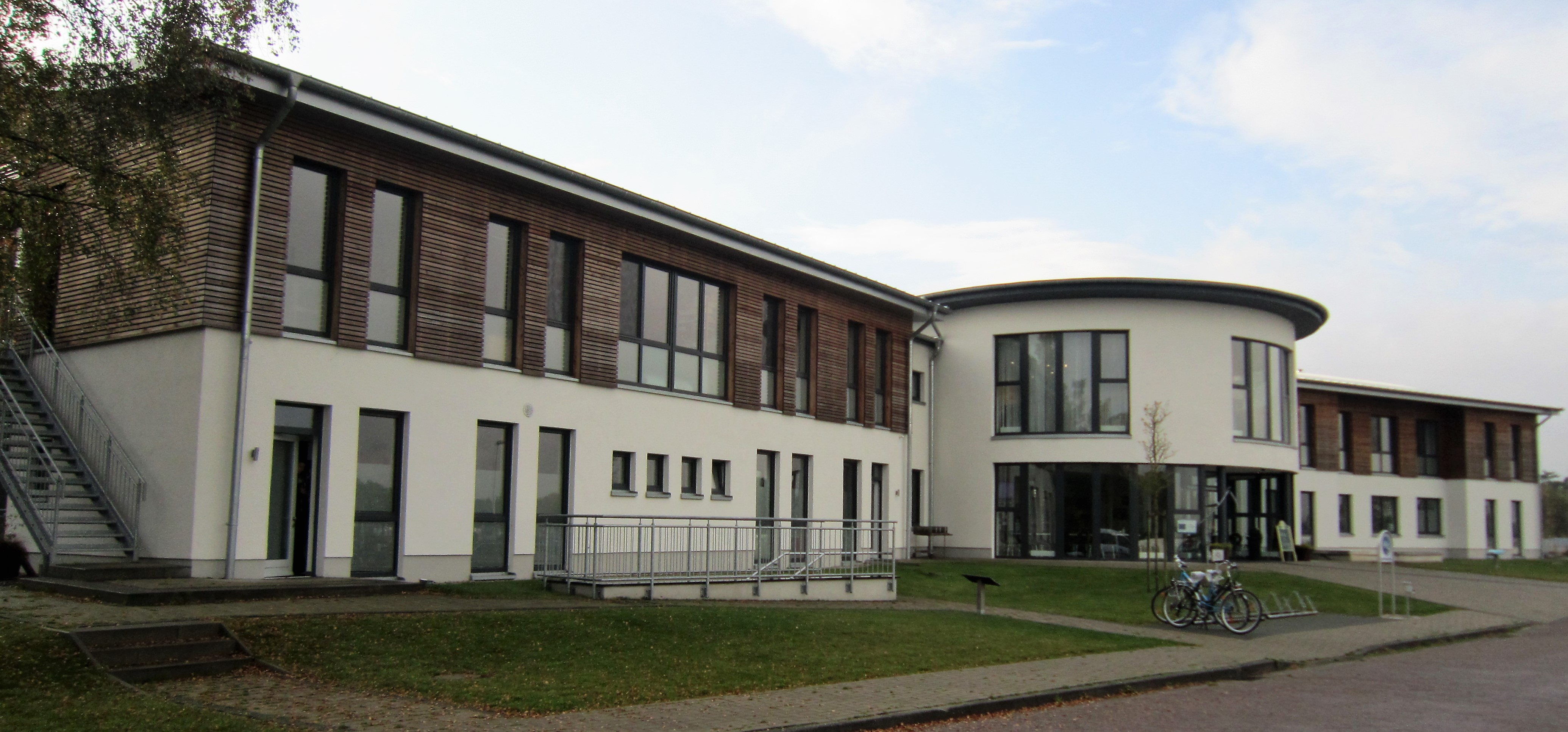
EFMK-Gebäude

Ströhen ist vor allem durch den Tierpark Ströhen bekannt, der sich im Privatbesitz der Familie Ismer befindet.
Im 2014 eröffneten Ausstellungs- und Tagungsgebäude „Moorwelten“ hat das „Europäische Fachzentrum Moor und Klima“ (EFMK) seinen Sitz.

## Draisinenverkehr und Moorbahn
Auf der stillgelegten Streckenabschnitt Rahden–Ströhen (Han) wird heute ein Eisenbahn-Draisinenverkehr für Touristen angeboten. Im alten Bahnhof von Ströhen schließt eine entsprechend umgebaute ehemalige Moorbahn an. Die etwa 3,5 km lange Strecke führt zum Naturschutzgebiet Neustädter Moor. Sie endet in der Nähe des Schäferhofs Teerling, wo ein Moorpfad in das Moor beginnt.

## Baudenkmale

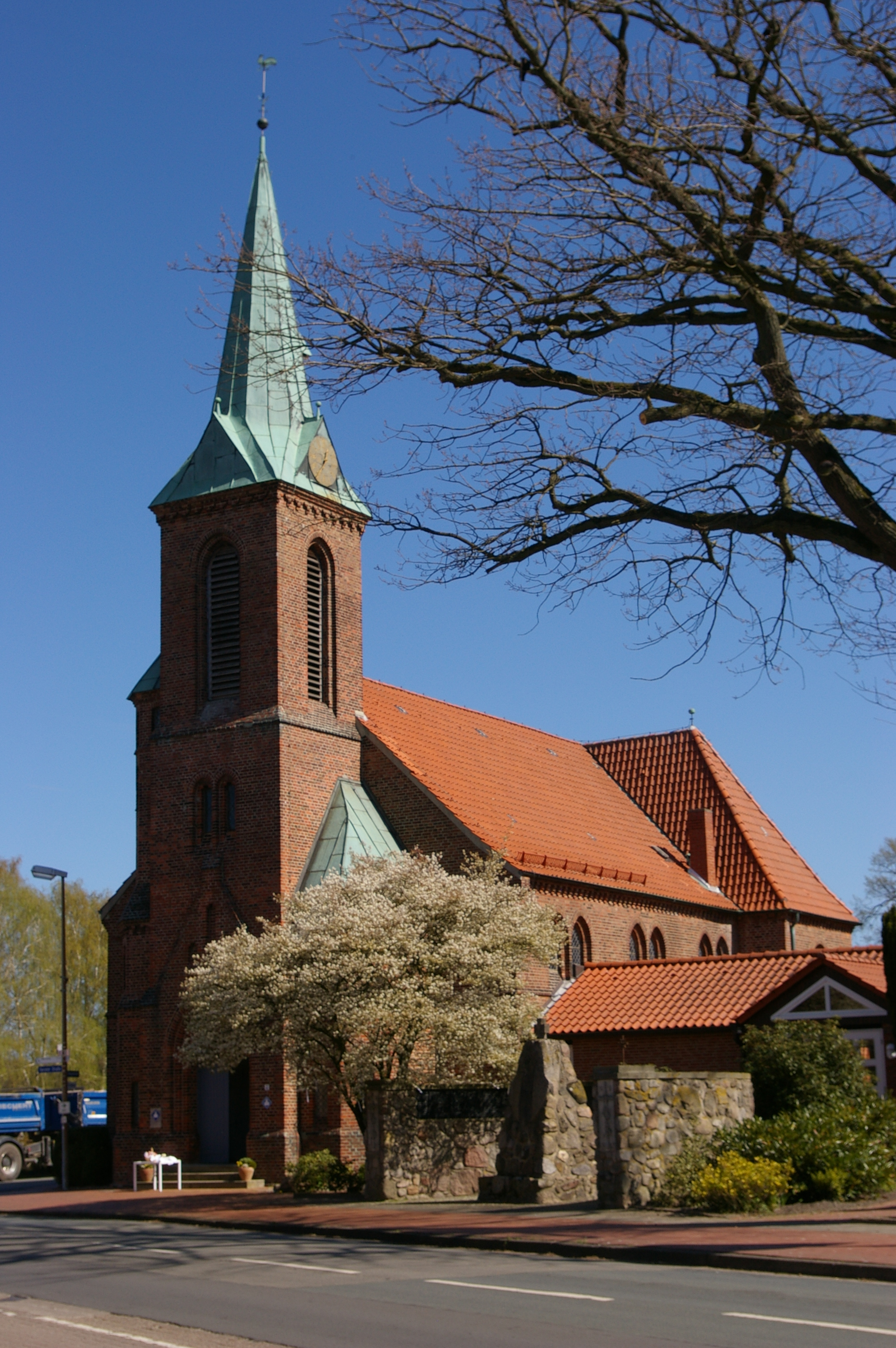
Kirche Ströhen (April 2020)

In der Liste der Baudenkmale in Wagenfeld sind für Ströhen 18 Baudenkmale aufgeführt, darunter
- die evangelische Kirche, ein neugotischer Backsteinbau mit Querhaus, dreiseitig geschlossenem Chor und vorgestelltem, quadratischem Westturm.[2]

## Persönlichkeiten
- George Wege (1876–1931 Dresden) Kurarzt in Dresden-Weißer Hirsch
- Ingo Eichmann (1901–1988), Gestapobeamter und SS-Führer